# Битва при Ренфру
Битва при Ренфру (англ. Renfrew) — сражение, произошедшее весной 1164 года между войсками короля Островов Сомерледа и шотландским ополчением, которое считается одним из первых военных столкновений между гэльскими и англо-нормандскими силами в истории Шотландии. Поражение гэльско-норвежского войска Сомерледа способствовало быстрому проникновению феодализма в регионы Хайленда и западного побережья Шотландии.

## Предпосылки конфликта
В середине XII века после эпохи викингов на Гебридских островах и западном побережье Шотландии сложилось новое государственное образование — гэльско-норвежское королевство Островов во главе с Сомерледом. Это государство стало центром сплочения потомков викингов, осевших в регионе, и коренного гэльского населения в единую этническую общность. В социо-культурном плане государство резко противостояло новым тенденциям развития Шотландии: массированному внедрению феодализма и появлению англо-нормандской аристократии. Эти тенденции особенно сильно проявились в годы правления короля Давида I и его сына Малькольма IV. Земли в долине Клайда, в непосредственной близости от границ королевства Островов, были переданы новым баронским родам, выходцам из Англии и Нормандии — Стюартам, де Морвиллям и другим. В 1160—1161 годах Малькольм IV предпринял поход в гэльское княжество Галлоуэй и подчинил его Шотландии. Одновременно началось наступление на старую гэльскую аристократию в Морее и других областях страны.
Эти процессы представляли значительную угрозу для молодого гэльского королевства Островов. Поэтому после длительного периода мира, Сомерлед в 1164 г. предпринял вторжение во владения шотландского короля. Его целью стала новая сеньория Стюартов, формирующаяся в долине Клайда.

## Ход битвы
Согласно хронистам, флот из 164 галер (явное преувеличение) с воинами из Аргайла, Кинтайра, Дублина и Гебридских островов, поднялся вверх по течению Клайда до Ренфру. В латинской поэме «Carmen de Morte Sumerledi», написанной одним из свидетелей событий, священником собора Глазго, детально описывается продвижение войск Сомерледа: «Враг огнём и мечом уничтожал своих несчастных жертв. Сады, поля, пашни — всё было разорено. Могучими руками варвары подчиняли себе кротких жителей. Горожане Глазго спасались бегством».
Однако у Ренфру наскоро собранное ополчение шотландцев (возможно, во главе с Уолтером Стюартом) в жестокой битве разгромило армию Сомерледа. По словам хрониста не обошлось без «помощи» святого Кентигерна. В сражении погиб и сам король Сомерлед, раненый шотландской стрелой, а затем добитый мечом. Шотландский монах отрезал голову павшего короля и вручил её епископу Глазго. Гэльские воины бежали на корабли, однако шотландцы последовали за ними, убивая всех викингов, которых удавалось захватить.

## Значение сражения при Ренфру
Поражение и смерть Сомерледа в битве при Ренфру резко ослабило королевство Островов. Сыновья короля разделили между собой владения отца. Мэн вновь стал самостоятельным государством, возвратив под свою власть Льюис и Скай. Гэльско-норвежская угроза феодализации Шотландии надолго перестала существовать. Однако у шотландского короля ещё не было достаточно сил для подчинения западного побережья, что позволило потомкам Сомерледа на протяжении столетия сохранять независимость.